# Decaptera trifida
Decaptera trifida là một loài thực vật có hoa trong họ Cải. Loài này được Turcz. mô tả khoa học đầu tiên năm 1846.